# Élections législatives hongkongaises de 2021
Les élections législatives hongkongaises de 2021 ont lieu le 19 décembre 2021 afin de renouveler les 90 députés du Conseil législatif de Hong Kong, une région administrative spéciale de la république populaire de Chine.

## Contexte
Au début de l'année 2019, un amendement de la loi d'extradition est proposé par le gouvernement de Hong Kong. Depuis mars 2019, un mouvement de contestation a lieu afin d'annuler cet amendement qui permettrait à la Chine continentale d'intervenir dans le système juridique indépendant de Hong Kong. Lors des élections locales hongkongaises en novembre, les élus pro-démocratie obtiennent une victoire sur le camp pro-Pékin.
Le 30 juin 2020, la loi sur la sécurité nationale est promulguée par le Comité permanent de l'Assemblée nationale populaire chinoise à la place du Conseil législatif de Hong Kong.

### Report
Les élections sont initialement prévues pour le 6 septembre 2020. Cependant, le 31 juillet 2020, la cheffe de l'exécutif Carrie Lam annonce leur report d'un an au 5 septembre 2021, officiellement en raison de la pandémie de Covid-19.

## Mode de scrutin
Le Conseil législatif de Hong Kong est composé de 70 sièges pourvus tous les quatre ans selon un système mêlant suffrage universel direct et indirect avant 2021. Sur ce total, 35 sièges sont ainsi pourvus par les électeurs au scrutin proportionnel plurinominal dans cinq circonscriptions électorales appelés « circonscriptions géographiques » (GC). Dans ces dernières, la répartition des sièges est faite selon la méthode du plus fort reste, à l'aide du quota de Hare. Les 35 sièges restants sont pourvus au scrutin indirect dans des circonscriptions dites fonctionnelles (FC) par plusieurs groupes socio-professionnels, dont 5 par une circonscription rassemblant les conseillers de districts, élus directement par la population au cours des élections locales,. 
L'Assemblée nationale populaire décide cependant de réformer le système électoral à Hong Kong. Le conseil est désormais composé de 90 sièges, dont seulement 20 sont pourvus par les électeurs au suffrage universel direct. 30 sièges sont pourvus au scrutin indirect par des groupes socioprofessionnels, et les 40 sièges restants par un comité des personnalités pro-Pékin.